# György Nagy
György Nagy (Budapest, 21 dicembre 1926 – Budapest, 7 settembre 2004) è stato un cestista ungherese.

## Carriera
Con l'Ungheria ha disputato i Giochi olimpici di Londra 1948 e i Campionati europei del 1946.